# Harald Grønningen
Harald Grønningen (Lensvik, 9 oktober 1934 – aldaar, 26 augustus 2016) was een Noors langlaufer. 

## Carrière
Grønningen behaalde zijn grootse successen tijdens de Olympische Winterspelen van 1968 met de gouden medaille op de 15 kilometer en de estafette. Op eerdere spelen won Grønningen al twee zilveren medailles individueel en één op de estafette. In 1966 won Grønningen in eigen land de wereldtitel op de estafette.

## Belangrijkste resultaten

### Olympische Winterspelen
| Editie | Plaats       | Resultaten                              |
| ------ | ------------ | --------------------------------------- |
| 1960   | Squaw Valley | 11e 15 km · 14e 50 km · estafette       |
| 1964   | Innsbruck    | 15 km · 30 km · 6e 50 km · 4e estafette |
| 1968   | Grenoble     | 15 km · 13e 30 km · estafette           |

### Wereldkampioenschappen langlaufen
| Jaar | Plaats       | Resultaten                              |
| ---- | ------------ | --------------------------------------- |
| 1960 | Squaw Valley | 11e 15 km · 14e 50 km · estafette       |
| 1962 | Zakopane     | 15 km · 4e 30 km · 5e 50 km             |
| 1964 | Innsbruck    | 15 km · 30 km · 6e 50 km · 4e estafette |
| 1966 | Oslo         | estafette                               |
| 1968 | Grenoble     | 15 km · 13e 30 km · estafette           |